# Sparkasse Neunkirchen (Niederösterreich)
Die Sparkasse Neunkirchen ist ein niederösterreichisches Bankunternehmen mit Sitz in Neunkirchen und Teil der Sparkassengruppe in Österreich. Sie entstand als Vereinssparkasse. Die Sparkasse ist Mitglied des Kooperations- und Haftungsverbundes der österreichischen Sparkassen und des Österreichischen Sparkassenverbands.

## Gründungsgeschichte
Vor 1870 vermittelte der Kaufmann J. B. Pöltl Geldgeschäfte zwischen Neunkirchner Kunden und der Ersten österreichischen Spar-Casse. Schon 1858 gab es die ersten Pläne zur Gründung einer eigenen Sparkasse, doch dauerte es bis 1870, dass sich ein Verein konstituierte, der einen Aufruf zur Zeichnung des Gründungskapitals erließ. Im November 1870 wurden die Statuten genehmigt, sodass am 4. Mai 1871 die Eröffnung der Sparkasse und die Aufnahme der Geschäfte erfolgten.

## Bauliche Entwicklung der Hauptanstalt
Das ursprüngliche Sparkassenlokal (1871–1891) war ein geräumiges Zimmer im ersten Stock eines Gasthauses am Neunkirchner Hauptplatz. In den folgenden Jahren wurden die Räumlichkeiten immer wieder erweitert. 1889 kaufte die Sparkasse das neben dem Rathaus gelegene Areal des Lamplwirtshauses, das durch einen Brand zerstört worden war, und errichtete auf diesem Platz ein neues Sparkassengebäude. Dieses wurde am 15. Mai 1891 eröffnet und nach und nach erweitert.
In den Kriegstagen des Jahres 1945 wurde das Sparkassengebäude zerstört und hernach wieder bis zum Jahre 1947 aufgebaut und unter anderem 1974 und 2000 modernisiert und adaptiert. Zudem kaufte die Sparkasse einen Gebäudekomplexes von der Stadtgemeinde Neunkirchen zu.